# Антоново (Октябрьское сельское поселение)
В Рыбинском районе есть ещё две деревни Антоново: одна в Огарковском сельском поселении, другая в Каменниковском поселении, на Юршинском острове.
Анто́ново — деревня Октябрьского сельского округа в Октябрьском сельском поселении Рыбинского района Ярославской области .
Деревня расположена на левом, западном берегу реки Уткашь с северо-восточной стороны, на удалении около 1 км от железной дороги Ярославль-Рыбинск. Ближайшая железнодорожная станция Пиняги расположена примерно в 3 км к юго-востоку. Просёлочная дорога на деревню Антоново от Пиняг проходит через Новую деревню и Ивакино. Эти три деревни крайние в западном направлении деревни Октябрьского сельского поселения, к западу, юго-западу и северо-западу от них — Волжское сельское поселение. Река Уткашь от Антонова примерно 5 км течёт в северном направлении по незаселённой местности, после чего выходит к деревне Левино-Лесное, Волжского сельского поселения .
Деревня Антонова указана на плане Генерального межевания Рыбинского уезда 1792 года.
На 1 января 2007 года в деревне числился 1 постоянный житель . Почтовое отделение, находящееся в посёлке Лом, обслуживает  в деревне 11 домов.